# Station Berkåk
Station Berkåk is een station in Berkåk in fylke Trøndelag  in  Noorwegen. Het station ligt aan Dovrebanen.Berkåk werd in 1921 geopend toen Dovrebanen helemaal in gebruik werd genomen.
Het station wordt bediend door lijn 21, de intercity tussen Oslo-S en Trondheim-S en lijn 26, de lokale lijn tussen Oppdal en Trondheim.